# Turnera caatingana
Turnera caatingana är en passionsblomsväxtart som beskrevs av M.M. Arbo. Turnera caatingana ingår i släktet Turnera och familjen passionsblomsväxter. Inga underarter finns listade i Catalogue of Life.